# Tromboksan-A sintaza
Tromboksan-A sintaza 1 (EC 5.3.99.5, trombocit, citohrom P450, familija 5, potfamilija A), takođe poznata kao TBXAS1, je enzim koji je kod ljudi kodiran TBXAS1 genom.

## Literatura
- Shen RF, Tai HH (1998). „Thromboxanes: synthase and receptors”. J. Biomed. Sci. 5 (3): 153—172. PMID 9678486. doi:10.1007/BF02253465.
- Smith G, Stubbins MJ, Harries LW, Wolf CR (1999). „Molecular genetics of the human cytochrome P450 monooxygenase superfamily”. Xenobiotica. 28 (12): 1129—1165. PMID 9890157. doi:10.1080/004982598238868.
- Wang LH, Kulmacz RJ (2003). „Thromboxane synthase: structure and function of protein and gene”. Prostaglandins Other Lipid Mediat. 68-69: 409—422. PMID 12432933. doi:10.1016/S0090-6980(02)00045-X.
- Itoh S; Yanagimoto T; Tagawa S;  . (1992). „Genomic organization of human fetal specific P-450IIIA7 (cytochrome P-450HFLa)-related gene(s) and interaction of transcriptional regulatory factor with its DNA element in the 5' flanking region”. Biochim. Biophys. Acta. 1130 (2): 133—8. PMID 1562592.
- Yokoyama C; Miyata A; Ihara H;  . (1991). „Molecular cloning of human platelet thromboxane A synthase”. Biochem. Biophys. Res. Commun. 178 (3): 1479—1484. PMID 1714723. doi:10.1016/0006-291X(91)91060-P.
- Ohashi K; Ruan KH; Kulmacz RJ;  . (1992). „Primary structure of human thromboxane synthase determined from the cDNA sequence”. J. Biol. Chem. 267 (2): 789—93. PMID 1730669.
- Jones DA, Fitzpatrick FA, Malcolm KC (1991). „Thromboxane A2 synthesis in human erythroleukemia cells”. Biochem. Biophys. Res. Commun. 180 (1): 8—14. PMID 1930241. doi:10.1016/S0006-291X(05)81247-1.
- Wang LH, Ohashi K, Wu KK (1991). „Isolation of partial complementary DNA encoding human thromboxane synthase”. Biochem. Biophys. Res. Commun. 177 (1): 286—291. PMID 2043115. doi:10.1016/0006-291X(91)91980-Q.
- Nüsing R, Schneider-Voss S, Ullrich V (1990). „Immunoaffinity purification of human thromboxane synthase”. Arch. Biochem. Biophys. 280 (2): 325—330. PMID 2195994. doi:10.1016/0003-9861(90)90337-X.
- Mestel F; Oetliker O; Beck E;  . (1980). „Severe bleeding associated with defective thromboxane synthetase”. Lancet. 1 (8160): 157. PMID 6101498. doi:10.1016/S0140-6736(80)90642-X.
- Miyata A; Yokoyama C; Ihara H;  . (1994). „Characterization of the human gene (TBXAS1) encoding thromboxane synthase”. Eur. J. Biochem. 224 (2): 273—279. PMID 7925341. doi:10.1111/j.1432-1033.1994.00273.x.
- Wang LH, Tazawa R, Lang AQ, Wu KK (1995). „Alternate splicing of human thromboxane synthase mRNA”. Arch. Biochem. Biophys. 315 (2): 273—278. PMID 7986068. doi:10.1006/abbi.1994.1500.
- Maruyama K, Sugano S (1994). „Oligo-capping: a simple method to replace the cap structure of eukaryotic mRNAs with oligoribonucleotides”. Gene. 138 (1–2): 171—174. PMID 8125298. doi:10.1016/0378-1119(94)90802-8.
- Lee KD, Baek SJ, Shen RF (1994). „Cloning and characterization of the human thromboxane synthase gene promoter”. Biochem. Biophys. Res. Commun. 201 (1): 379—387. PMID 8198598. doi:10.1006/bbrc.1994.1712.
- Chase MB; Baek SJ; Purtell DC;  . (1993). „Mapping of the human thromboxane synthase gene (TBXAS1) to chromosome 7q34-q35 by two-color fluorescence in situ hybridization”. Genomics. 16 (3): 771—773. PMID 8325653. doi:10.1006/geno.1993.1264.
- Ruan KH, Wang LH, Wu KK, Kulmacz RJ (1993). „Amino-terminal topology of thromboxane synthase in the endoplasmic reticulum”. J. Biol. Chem. 268 (26): 19483—90. PMID 8366093.
- Tazawa R; Green ED; Ohashi K;  . (1996). „Characterization of the complete genomic structure of human thromboxane synthase gene and functional analysis of its promoter”. Arch. Biochem. Biophys. 334 (2): 349—356. PMID 8900410. doi:10.1006/abbi.1996.0464.
- Baek SJ, Lee KD, Shen RF (1996). „Genomic structure and polymorphism of the human thromboxane synthase-encoding gene”. Gene. 173 (2): 251—256. PMID 8964509. doi:10.1016/0378-1119(95)00881-0.
- Suzuki Y; Yoshitomo-Nakagawa K; Maruyama K;  . (1997). „Construction and characterization of a full length-enriched and a 5'-end-enriched cDNA library”. Gene. 200 (1–2): 149—156. PMID 9373149. doi:10.1016/S0378-1119(97)00411-3.
- Nicholas C. Price; Lewis Stevens (1999). Fundamentals of Enzymology: The Cell and Molecular Biology of Catalytic Proteins (Third изд.). USA: Oxford University Press. ISBN 019850229X.
- Eric J. Toone (2006). Advances in Enzymology and Related Areas of Molecular Biology, Protein Evolution (Volume 75 изд.). Wiley-Interscience. ISBN 0471205036.
- Branden C; Tooze J. Introduction to Protein Structure. New York, NY: Garland Publishing. ISBN 0-8153-2305-0.
- Irwin H. Segel. Enzyme Kinetics: Behavior and Analysis of Rapid Equilibrium and Steady-State Enzyme Systems (Book 44 изд.). Wiley Classics Library. ISBN 0471303097.
- William P. Jencks (1987). Catalysis in Chemistry and Enzymology. Dover Publications. ISBN 0486654605.

## Spoljašnje veze
- Thromboxane-A+Synthase на 